# Informationssøgning
Informationssøgning er søgning efter information, dvs. noget, der kan hjælpe én med at blive informeret om noget eller besvare spørgsmål om noget.

## Faktasøgning versus dokumentsøgning
Information kan søges i mange forskellige slags kilder: Man kan spørge nogle mennesker, man kan søge i litteraturen, man kan bruge Internettet, man kan bruge biblioteker eller man kan undersøge tingene selv – fx kan man tage sin temperatur og få svar på om man har feber. Litteratursøgning er én form for informationssøgning og når denne foretages ved hjælp af computere betegnes den da også på engelsk "information retrieval". Nogle gange forstås betegnelsen "informationssøgning" som søgning efter konkrete oplysninger (facts) – i modsætning til søgning efter dokumenter om et emne, litteratursøgning. Denne skelnen er dog uhensigtsmæssig, som vi vil vise neden for.
Eksempler på faktasøgning kan være:
- Hvornår regerede Christian 3.?
- Hvor ligger Himmelbjerget?
- Hvem skrev Gummitarzan?
- Hvad er liberalisme?

Systemer, der leverer konkrete oplysninger (fx nummeroplysningen) har deres oplysninger et sted fra. Når man får en konkret oplysning fra et sådant system til levering af konkrete oplysninger, får man normalt ikke oplyst kilden. Det gør man derimod i højere grad i systemer, der er baseret på dokumenter (inkl. elektroniske dokumenter). Her kan man se om oplysningen stammer fra et pålideligt forlag, en pålidelig forfatter eller måske en forældet kilde. Af denne grund har fakta-formidlingssystemer været karakteriseret som informationssystemer, der beholder kildeoplysningerne for sig selv, og kun meddeler indholdet af disse. Af samme grund er det problematisk at modstille "informationssøgning" og litteratursøgning: Hvis en låner ringer til et bibliotek og spørger "hvornår regerede Christian 3.?" og bibliotekaren slår op i et leksikon og meddeler svaret, så er der tale om formidling af konkrete oplysninger. Men hvis bibliotekaren siger: Det står i de fleste leksika, fx Den Store Danske Encyklopædi og brugeren selv slår det op (eller bibliotekaren sender en fotokopi af det relevante opslag), så har bibliotekaren leveret "litteratursøgning". Dybest set er der jo tale om samme søgeproces og samme slags viden, der ligger til grund for denne.
I Google foretager man normalt dokumentsøgninger, men man kan også foretage faktasøgninger. Hvis man søger "www" henvises til alle sider (dokumenter) hvori ordet er indeholdt. Hvis man søger "define: www" fås direkte en definition af ordet, dvs. "fakta". Man får et uddrag af et dokument, hvoraf definitionen fremgår, med link til hele dokumentet; Funktionen fungerer dog dårligt, idet mange definitioner ikke findes (især er der problemer med at finde definitioner på dansk). Alligevel er funktionen ofte nyttig.

## Ekspertise i informationssøgning
Informationssøgning beherskes af alle mennesker – mere eller mindre. Når er menneskes erfaringsområde udvides, udvides kompetencen til informationssøgning oftest tilsvarende. Frimærkesamlere lærer fx at søge information i frimærkekataloger, -butikker, -klubber osv. Bibliotekarer og informationsspecialister har et professionalt forhold til informationssøgning. Deres job er dels direkte at assistere andre mennesker i at søge information, dels at opbygge samlinger, kataloger og andre redskaber, der kan bistå i søgeprocessen. Bibliotekarer og informationsspecialister kan væere generalister eller specialister i fx informationssøgning inden for fx musik, medicin eller jura. Forskningsbibliotekerne har i langt videre udstrækning end folkebibliotekerne ansat specialister.

### Bibliotekarernes forudsætninger
Bibliotekarers forudsætning for at søge information for brugere er bl.a. baseret på opbygningen af en referencesamling og kendskab til dennes muligheder. Disse aktiviteter foregår før et konkret spørgsmål indløber, men modificeres som følge af feed-back fra praksis.
Især for folkebibliotekerne gælder at der er en kollektiv indsats for at sikre bibliografisk kontrol over relevante opslagsværker. Dette er dels sikret ved etablering af nationalbibliografien, dels ved en systematisk gennemgang af denne med henblik på at opbygge nævnte referencesamlinger. De vigtigste værker er genstand for undervisning på Danmarks Biblioteksskole. Begrænsningerne i denne model er bl.a. knyttet til det forhold, at referencelitteratur ikke kan afgrænses skarpt overfor anden litteratur, jf. metabibliografi.
For forskningsbibliotekernes vedkommende lægges der større vægt på den udenlandske faglitteratur, hvor anskaffelser og overblik i højere grad er et individuelt arbejde for den enkelte fagreferent.

## Informationssøgning som en del af Biblioteks- og informationsvidenskab (B&I)
B&I er et fag, der beskæftiger sig med informationssøgning på flere forskellige måder. Ét delområde er studiet af informationssøgningsadfærd, dvs. empirisk at undersøge hvordan mennesker rent faktisk søger information og hvilke forhold, der spiller ind i beslutningsprocessen, fx menneskers valg af informationskilder. Et beslægtet område er studiet af brugernes informationskompetence (herunder informationssøgningskompetence) og udviklingen af undervisningsprogrammer til at udvikle denne kompetence. Et tredje område er en typologisering og karakterisering og udvælgelse af centrale informationskilder, fx:
- Vejvisere,
- Ordbøger,
- Leksika & encyklopædier,
- Biografiske opslagsværker,
- Bibliografier,
- mv.

Et fjerde vigtigt delområde af B&I er edb-baseret informationssøgning (engelsk "information retrieval") med udviklingen af principper for organisering og søgning baseret på forskellige teknikker såsom boolesk søgning, feltafgrænisning, nærhedsoperatorer og måling af henholdsvis "tab" og "støj" i forbindelse med søgning. Dette område studerer også Internettets søgemaskiner. Et femte område beskæftiger sig med sproglige, terminologiske og begrebsmæssige problemer ved informationssøgning. Et sjette område beskæftiger sig med kildekritiske problemer i relation til informationssøgning. Endnu andre områder beskæftiger sig med informationssøgning i relation til bl.a. forskellige medier, domæner, genrer og relationer til samfundsmæssige og ideologiske emner.